# Lars Motzfeldt
Lars Ole Jokum „Múte“ Motzfeldt (* 9. Juni 1908 in Qeqertarsuatsiaat; † 1987) war ein grönländischer Landesrat, Schäfer, Katechet und Lehrer.

## Leben
Lars Motzfeldt war der Sohn des Oberkatecheten und Landesrats Hans Lars Hendrik Motzfeldt (1881–1921) und seiner Frau Dorthea Henriette Kathrine Hammeken. Klaus Lynge (1902–1981) war sein Schwager. Lars Motzfeldt wuchs in Qeqertarsuatsiaat und Paamiut auf. Im Alter von 16 Jahren begann er Grønlands Seminarium zu besuchen. 1930 war er fertig ausgebildet und begann in Alluitsup Paa zu arbeiten. Kurz darauf wechselte er nach Qaqortoq und landete 1931 in Qassiarsuk, wo er als Katechet tätig war. Am 10. Juni 1934 heiratete er die 1915 geborene Schäferstochter Bolethe Konkordia Jakobæa Frederiksen, deren Vater Qassiarsuk 1924 gegründet hatte. Er erhielt mehrere Dutzend Schafe als Mitgift, gab seine Tätigkeit als Katechet auf und wurde selbst Schafzüchter. 1958 begann er zusätzlich wieder als Katechet und Lehrer zu arbeiten. 1961 leitete er den Bau einer Schule für die Kinder aus Qassiarsuk und den umliegenden Schäfersiedlungen, als dabei der Schädel Eriks des Roten gefunden wurde. Obwohl bereits bekannt war, dass Erik an dieser Stelle seine Siedlung Brattahlíð errichtet hatte, begannen erst durch diesen Fund archäologische Ausgrabungen in Qassiarsuk. 1966 begleitete er Eigil Knuth auf einer seiner Expeditionen ins Peary Land. Noch 1967 ließ er sich in Vallekilde und Løgumkloster als Lehrer weiterbilden. König Frederik IX. überreichte ihm 1968 die Fortjenstmedaljen. 1974 wurde er schließlich pensioniert. Lars Motzfeldt war Gemeindevogt in Qassiarsuk und saß zwölf Jahre lang im Gemeinderat. Zusätzlich vertrat er 1950 den verstorbenen Isak Lund und 1959 den verstorbenen Carl Egede in Grønlands Landsråd. Múte verstarb 1987 im Alter von 78 Jahren.